# Caroline Werner
Caroline Werner (* 8. April 1996 als Caroline Übelhör) ist eine deutsche Tennisspielerin.

## Karriere
Werner spielt vor allem Turniere auf dem ITF Women’s Circuit. Ihr erstes Turnier spielte sie im Juli 2011 in Darmstadt. Ihre ersten Erfolge feierte sie im Juni 2014, als sie bei den Turnieren in Lenzerheide und in Stuttgart-Vaihingen jeweils das Achtelfinale erreichte und beim $10.000-Turnier in Helsinki erst im Finale der Russin Alena Tarassowa mit 3:6 und 3:6 unterlag. Vier Jahre später, im September 2018, konnte sie in Dobritsch dann ihr erstes ITF-Turnier gewinnen. Nach erfolgreicher Qualifikation musste sie dafür in der Hauptrunde mit Elena-Gabriela Ruse, Jaqueline Cristian und im Finale Giulia Gatto-Monticone drei gesetzte Spielerinnen besiegen, die alle in der Weltrangliste unter den Top 300 platziert waren. Werner konnte sich mit diesem Sieg in der Weltrangliste von Platz 619 auf 412 deutlich verbessern.
2015 spielte Werner in der deutschen Bundesliga für den TC Rüppurr Karlsruhe. 2016 trat sie für den TC Radolfzell in der 2. Liga an, den sie nach erfolgreichem Aufstieg 2017 wieder in die 1. Tennis-Bundesliga begleitete. Im folgenden Jahr kehrte sie zum TC Rüppurr Karlsruhe zurück und belegte dort mit ihm den zweiten Platz.
Von März 2020 bis November 2023 war Werner nicht international aktiv.

## Turniersiege

### Einzel
| Nr. | Datum              | Turnier   | Kategorie   | Belag | Finalgegnerin          | Ergebnis      |
| --- | ------------------ | --------- | ----------- | ----- | ---------------------- | ------------- |
| 1.  | 23. September 2018 | Dobritsch | ITF $25.000 | Sand  | Giulia Gatto-Monticone | 6:4, 3:6, 7:5 |

### Doppel
| Nr. | Datum         | Turnier  | Kategorie | Belag | Partnerin     | Finalgegnerinnen                   | Ergebnis         |
| --- | ------------- | -------- | --------- | ----- | ------------- | ---------------------------------- | ---------------- |
| 1.  | 29. März 2025 | Terrassa | ITF W35   | Sand  | Aneta Kučmová | Alina Tscharajewa Yasmine Mansouri | 3:6, 6:1, [10:6] |

## Weltranglistenpositionen am Saisonende
| Jahr   | 2013 | 2014 | 2015 | 2016 | 2017 | 2018 | 2019 | 2020 | 2021 | 2022 | 2023 | 2024 |
| ------ | ---- | ---- | ---- | ---- | ---- | ---- | ---- | ---- | ---- | ---- | ---- | ---- |
| Einzel | 1059 | 842  | 898  | 705  | 606  | 413  | 457  | 499  | 703  | —    | —    | 390  |
| Doppel | —    | 815  | —    | 810  | 721  | 581  | 723  | 975  | 1252 | —    | —    | 583  |